# 오존 (기업)
오존(Ozon)은 러시아 최초의 전자상거래 기업 중 하나로, 흔히 '러시아의 아마존'이라고 일컬어진다. 1998년 온라인 서점으로 설립된 오존은 현재 러시아 국내 3대 온라인 소매 플랫폼 중 하나이다. 2019년 오존은 포브스가 선정한 러시아 5대 인터넷 기업 중 하나로 선정되었다. 2020년 11월 24일, 회사는 NASDAQ 및 모스크바 증권거래소에서 IPO를 실시했다.